# Mandić Selo
Mandić Selo – wieś w Chorwacji, w żupanii karlowackiej, w gminie Vojnić. W 2011 roku liczyła 65 mieszkańców.